# Катла (телесериал)
«Катла» (исл. Katla) — исландский мистический телесериал, созданный Балтазаром Кормакуром и Сигурйоном Кьяртанссоном. Премьера состоялась на платформе Netflix 17 июня 2021 года.

## Сюжет
Через год после начала извержения вулкана Катла в соседнем городе Вик, несмотря на наводнения и удушающий пепел, всё ещё осталось несколько человек. Появление неизвестной, покрытой пеплом женщины — первое из серии странных событий, нарушающий хрупкое равновесие сообщества. Тем временем вулканолог из Рейкьявика пытается разобраться в данных, собранных его группой на подходах к Катле.

## Актёры
- Гвюдрун Эйфьорд[англ.] (исл. Guðrún Eyfjörð) — Грима
- Ингвар Сигурдссон (исл. Ingvar Sigurðsson) — Тор
- Бьорн Торс (исл. Björn Thors) — Дарри
- Ирис Таня Флигенринг (исл. Íris Tanja Flygenring) — Аса
- Торстейнн Бахманн (исл. Þorsteinn Bachmann) — Гисли, глава полиции в Вике
- Алиетте Офейм[англ.] (швед. Aliette Opheim) — Гунхильд
- Сольвейг Арнарсдоттир[исл.] (исл. Sólveig Arnarsdóttir) — Магнеа
- Харальдур Стефанссон (исл. Haraldur Ari Stefánsson) — Эйнар
- Биргитта Биргисдоттир (исл. Birgitta Birgisdóttir) — Ракель
- Хельга Йонсдоттир (исл. Helga Braga Jónsdóttir) — Вигдис
- Бьёрн Хильмарссон (исл. Björn Ingi Hilmarsson) — Лейфур
- Альдис Гамильтон (исл. Aldís Amah Hamilton) — Эйя
- Хлинюр Хардарсон (исл. Hlynur Atli Harðarson) — Микаэль Даррисон
- Вальтер Скарсгор[англ.] (швед. Valter Skarsgård) — Бьёрн

## Список эпизодов
| № п/п | Название                    | Оригинальное название | Дата выхода |
| ----- | --------------------------- | --------------------- | ----------- |
| 01    | Из-под ледника              | Undan Jöklinum        | 17.06.2021  |
| 02    | Аса                         | Ása                   | 17.06.2021  |
| 03    | Мать                        | Móðirin               | 17.06.2021  |
| 04    | Это не он                   | Þetta er ekki hann    | 17.06.2021  |
| 05    | Северные ветра              | Norðanátt             | 17.06.2021  |
| 06    | Грима                       | Gríma                 | 17.06.2021  |
| 07    | Из другой солнечной системы | Steinninn             | 17.06.2021  |
| 08    | Я — это ты                  | Ég er þú              | 17.06.2021  |